# ناوشکن کلاس ایکازوچی
ناوشکن کلاس ایکازوچی (به انگلیسی: Ikazuchi-class destroyer) یک کلاس از کشتی است که طول آن ۶۷٫۲ متر (۲۲۰ فوت) می‌باشد.